# Elias (geslacht)

Wapen toegekend wegens verheffing aan Gerard Witsen Elias, Koninklijk Besluit 3 oktober 1913

Elias (ook: Elias van Castricum, Faas Elias en: Witsen Elias) is de naam van een Nederlandse familie waarvan enkele takken tot de Nederlandse adel behoren; ze voeren het predicaat jonkheer of jonkvrouw. De familie werd opgenomen in het Nederland's Patriciaat.

## Geschiedenis
De stamreeks begint met de omstreeks 1350 geboren Henric de Cort die landbouwer was in de meierij van 's-Hertogenbosch. Na het Schermersoproer verhuisde deze protestantse familie naar Hoorn. In 1586 verhuisde de Hoornse zeepziedersknecht Jacob Eliasz. (geboren omstreeks 1559, overleden 1616) naar Amsterdam, werd daar zeepzieder en oliekoper en werd zo de eerste van het geslacht in de hoofdstad, waar zijn nazaten al snel bestuurlijke functies bekleedden.

## Enkele telgen
- Jacob Elias (1655-1701), hoofdingeland van de Purmer, bewindhebber van de Vereenigde Oostindische Compagnie (VOC), schepen en raad in de vroedschap van Amsterdam (1696)
- Michiel Elias (1660-1702), toneelschrijver
- Elbert Elias (1693-1750), luitenant-generaal
- Cornelis Elias (1696-1765), burgemeester van Alkmaar
- mr. Jacob Elias (1698-1750), letterkundige
- mr. Jacob Elias (1728-1800), burgemeester van Amsterdam
- Pieter Elias (1729-1783), raad in de vroedschap en burgemeester van Amsterdam
- Olphert Elias (1733-1770), opperhoofd van Japan
- Cornelis Elias (1743-1799), burgemeester van Medemblik
- jhr. mr. David Willem Elias (1758-1828), Amsterdamse schout en burgemeester van 1813 tot 1828. Hij is in 1815 als eerste van zijn geslacht in de adelstand verheven; voor andere leden vond verheffing plaats tussen 1890 en 1929
- mr. Gerbrand Elias (1764-1842), lid Gedeputeerde Staten van Holland
- jhr. mr. Gerbrand Faas Elias (1784-1864), lid Vergadering van Notabelen
- Burchard Jean Elias (1799-1871), gouverneur-generaal van Nederlands West-Indië
- mr. Pieter Elias (1804-1878), raadsheer bij de Hoge raad der Nederlanden, natuurkundige
- jhr. mr. Adolph Eugène Elias (1843-1919), lid Raad van State
- jhr. Gerard Witsen Elias (1859-1934), secretaris van koningin Emma
- jhr. mr. Carl Adolf Elias (1869-1955), burgemeester
- dr. Johan Engelbert Elias (1875-1959), genealoog en historicus en de schrijver van het standaardwerk De vroedschap van Amsterdam, 1578-1795.
- prof. jhr. dr. Gerhard Joan Elias (1879-1951), hoogleraar wisselstroomtheorie en theoretische elektriciteitsleer
- dr. Jeannette Elias (1880-1957), feministe en publiciste; trouwde in 1906 met prof. dr. Gustaaf Adolph van den Bergh van Eysinga (1874-1957)
- jkvr. mr. Bertha Elias (1889-1933), directrice van het Museum voor het Onderwijs
- jkvr. Claudina Maria Witsen Elias (1897-1988), concertzangeres en voordrachtskunstenares
- prof. jhr. dr. Jacob Samuël Witsen Elias (1898-1977), letterkundige en kunsthistoricus
- jhr. Burchard Jan Elias (1909-1974), ambassadeur
- jkvr. Eleonore Johanna Elias (1939), violiste; trouwde in 1971 met Theo Olof (1924-2012), violist
- jhr. mr. Alexander Burchard Floris Elias (1943), burgemeester van Doorn
- jkvr. Toni Quirine Elias (1944), violiste
- jkvr. Berenice Eleonora Witsen Elias (1951), beeldend kunstenaar